# Boanerges zur Bruderliebe
Die Johannisloge Boanerges zur Bruderliebe ist eine Freimaurerloge in Hamburg.

## Gründung
Die Loge wurde im Jahr 1832 vom damaligen Provinzial-Großmeister, dem Pastor und späteren oldenburgischen Generalsuperintendenten Ernst Gottfried Adolf Böckel, gegründet.

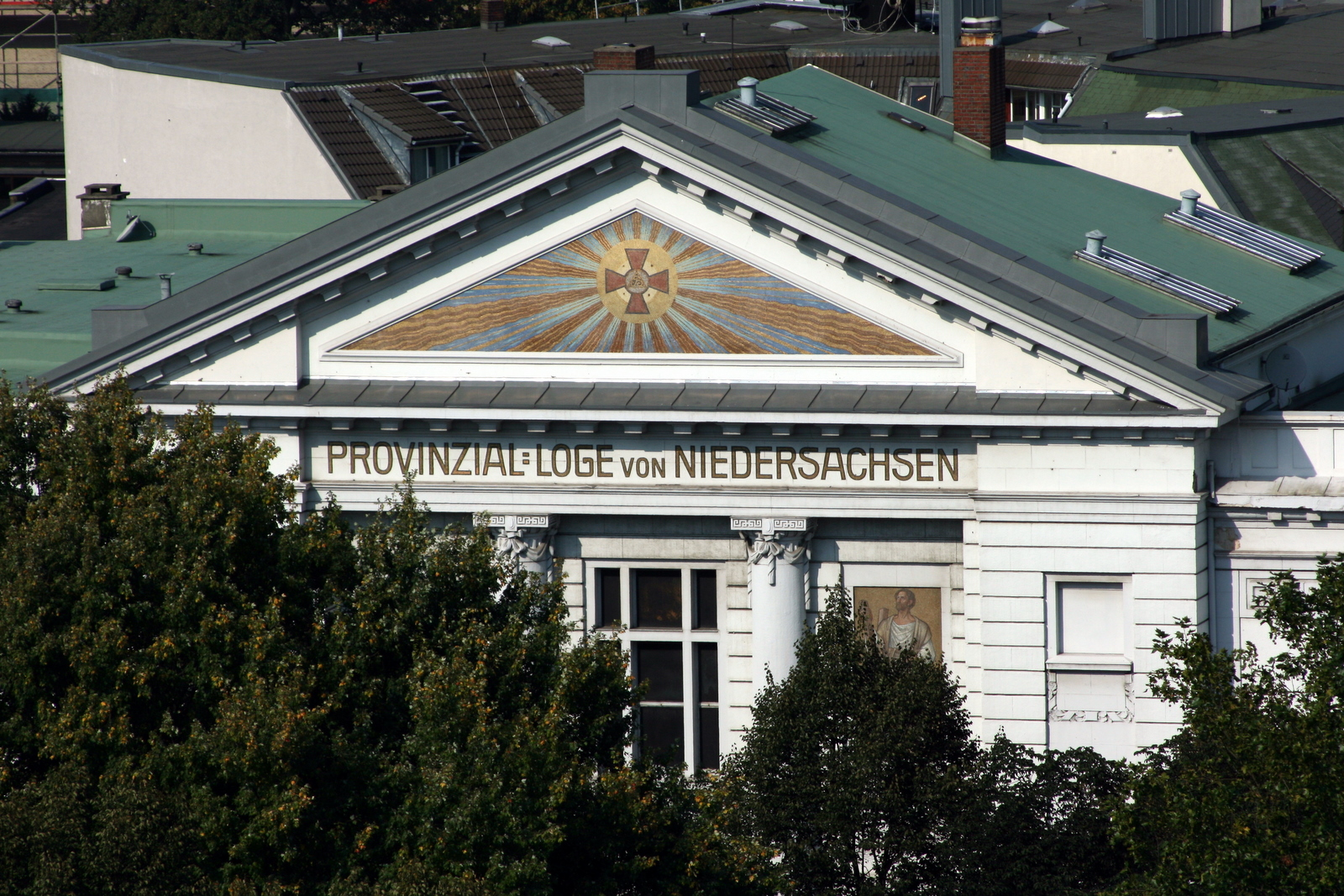
Logenhaus der Johannislogen

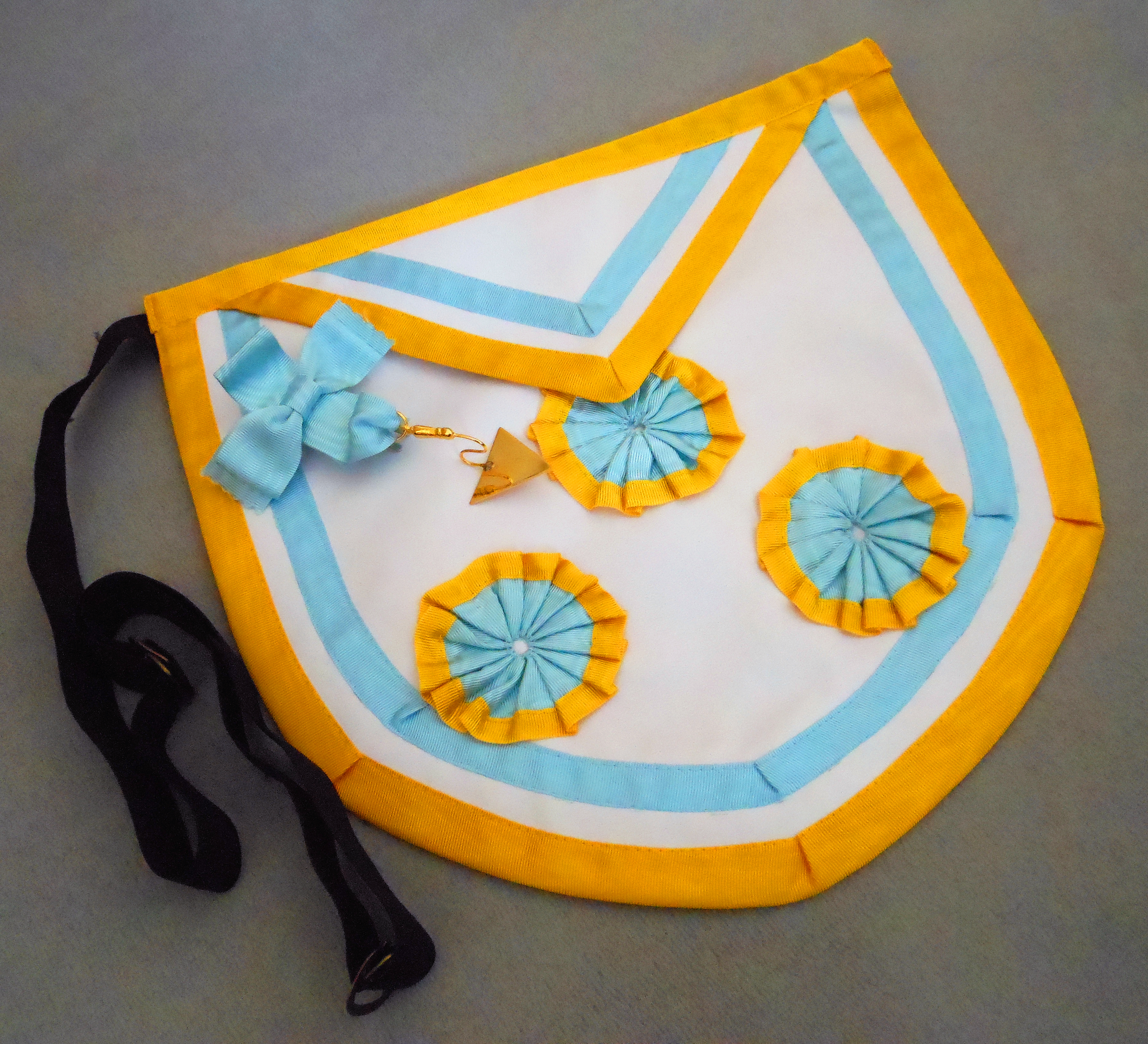
Meisterschurz der Loge

## Bekannte Mitglieder
- Johann A. T. Hoffmann (* 2. August 1807 in Hamburg; † 28. Juni 1890 in Hamburg) war Lehrer und Mitglied der Hamburgischen Bürgerschaft.
- Robert Hilgendorf (* 31. Juli 1852 in Schiebenhorst bei Stepenitz; † 4. Februar 1937 in Hamburg) war Kapitän und Kap Hornier.
- Ernst Tristan Kurtzahn (* 29. November 1879 in Königsberg; † 1939 in Hamburg) war ein Schiffbau-Ingenieur und Lehrer.